# Улицька Лариса Яківна
Улицька Лариса Яківна — радянський, український режисер монтажу.
Народилась 8 червня 1941 року  в Києві.
Працювала на Київській кіностудії ім. О. П. Довженка у фільмах:
- «Від Бугу до Вісли» (1980);
- «Будемо чекати, повертайся» (1981);
- «Високий перевал» (1982);
- «Якщо ворог не здається…» (1982);
- «У привидів у полоні» (1984);
- «Ми звинувачуємо» (1985);
- «І в звуках пам'ять відгукнеться…» (1986);
- «Щасливий, хто кохав» (1986);
- «Зірка шерифа» (1991);
- «Стамбульський транзит» (1993);
- «Страчені світанки» (1995) та інших.

Член Національної спілки кінематографістів України.